# Малиш Ігор Анатолійович
І́гор Анато́лійович Ма́лиш (нар. 15 липня 1983, Ковель, Волинська область, Українська РСР, СРСР) — український футболіст, півзахисник краматорського «Авангарда».

## Біографія
У ДЮФЛ виступав за «Ковель-Волинь». На професійному рівні грав за: «Динамо» (Хмельницький), «Ковель-Волинь-2», «Волинь». З 2004 року по 2005 рік виступав за білоруський клуб «Неман» з Гродно. У команді провів 41 матч і забив 1 гол . Влітку 2006 року перейшов у київську «Оболонь». Дебютував 21 липня 2006 року в матчі проти ФК «Миколаїв» (7:1). У сезоні 2008/09 допоміг вийти «пивоварам» у Прем'єр-лігу. Дебютував 17 жовтня 2009 року в матчі проти київського «Динамо» (2:1). У лютому 2010 року підписав річний контракт з ужгородським «Закарпаттям». За «Закарпаття» провів 23 матчі без голів. Улітку 2013 підписав контракт з першоліговою тернопільською «Нивою».
У квітні 2015 року підписав контракт із клубом Першої ліги — МФК «Миколаїв».
У лютому 2016 року став гравцем «Вереса». У червні того ж року залишив рівненський клуб.
На початку липня 2016 року став гравцем краматорського «Авангарда», у складі якого вже виступав раніше.

## Досягнення
- Срібний призер Першої ліги Україна (1): 2008/09
- Бронзовий призер Першої ліги України (2): 2006/07, 2007/08